# Giải bóng đá vô địch quốc gia Tajikistan 2015
Giải bóng đá vô địch quốc gia Tajikistan 2015 là  mùa giải thứ 24 của Giải bóng đá vô địch quốc gia Tajikistan, giải bóng đá cao nhất của Liên đoàn bóng đá Tajikistan. FC Istiklol là đương kim vô địch, khi giành chức vô địch mùa giải trước.

## Đội bóng
| Đội bóng                | Địa điểm     | Địa điểm                            | Sức chứa |
| ----------------------- | ------------ | ----------------------------------- | -------- |
| Barki Tajik             | Dushanbe     | Sân vận động Central Republican     | 24.000   |
| CSKA Pomir Dushanbe     | Dushanbe     | Sân vận động CSKA                   | 7.000    |
| Daleron-Uroteppa        | Istaravshan  | Istaravshan Arena                   | 20.000   |
| Istiklol                | Dushanbe     | Sân vận động Central Republican     | 24.000   |
| Khayr Vahdat            | Vahdat       |                                     |          |
| Khujand                 | Khujand      | Sân vận động 20-Letie Nezavisimosti | 20.000   |
| Parvoz Bobojon Ghafurov | Ghafurov     | Sân vận động Furudgoh               | 5.000    |
| Ravshan                 | Kulob        | Sân vận động Trung tâm Kulob        | 20.000   |
| Regar-TadAZ             | Tursunzoda   | Sân vận động Metallurg 1st District | 20.000   |
| Vakhsh                  | Qurghonteppa | Sân vận động Tsentralnyi            | 10.000   |

### Thay đổi huấn luyện viên
| Đội bóng | Huấn luyện viên đi      | Hình thức đi | Ngày trống ghế     | Vị trí trên bảng xếp hạng | Huấn luyện viên đến | Ngày bổ nhiệm |
| -------- | ----------------------- | ------------ | ------------------ | ------------------------- | ------------------- | ------------- |
| Ravshan  | Makhmadjon Khabibulloev | Từ chức      | 3 tháng 7 năm 2015 | thứ 5                     |                     |               |

## Bảng xếp hạng
| VT | Đội                 | ST | T  | H | B  | BT | BB | HS  | Đ  | Giành quyền tham dự hoặc xuống hạng |
| -- | ------------------- | -- | -- | - | -- | -- | -- | --- | -- | ----------------------------------- |
| 1  | Istiklol (C, Q)     | 18 | 16 | 2 | 0  | 69 | 5  | +64 | 50 | Cúp AFC 2016                        |
| 2  | FK Khujand (Q)      | 18 | 12 | 3 | 3  | 34 | 21 | +13 | 39 | Cúp AFC 2016                        |
| 3  | Ravshan Kulob       | 18 | 10 | 4 | 4  | 37 | 26 | +11 | 34 |                                     |
| 4  | Regar-TadAZ         | 18 | 9  | 6 | 3  | 31 | 14 | +17 | 33 |                                     |
| 5  | Khayr Vahdat FK     | 18 | 8  | 5 | 5  | 21 | 26 | −5  | 29 |                                     |
| 6  | CSKA Pomir Dushanbe | 18 | 8  | 2 | 8  | 18 | 22 | −4  | 26 |                                     |
| 7  | Barki Tajik         | 18 | 4  | 2 | 12 | 17 | 32 | −15 | 14 |                                     |
| 8  | Vakhsh              | 18 | 3  | 4 | 11 | 11 | 34 | −23 | 13 |                                     |
| 9  | FK Daleron-Uroteppa | 18 | 3  | 3 | 12 | 16 | 36 | −20 | 12 |                                     |
| 10 | Parvoz              | 18 | 1  | 1 | 16 | 6  | 44 | −38 | 4  |                                     |

1. ↑  Istiklol won the 2015 Tajik Cup and therefore FK Khujand took the second Cúp AFC 2016 spot

### Kết quả
| Nhà \ Khách[1]          | BKT | CSKA | DAU | IST | KHJ | KVD | PBG | RAV | RAZ | VAK |
| Barki Tajik             |     | 0–1  | 3–1 | 0–5 | 1–3 | 2–4 | 1–0 | 2–2 | 1–3 | 2–0 |
| CSKA                    | 1–0 |      | 1–0 | 1–5 | 3–2 | 3–1 | 1–0 | 2–3 | 0–0 | 0–0 |
| Daleron-Uroteppa        | 2–0 | 1–2  |     | 0–1 | 1–2 | 0–3 | 1–1 | 3–4 | 1–2 | 1–1 |
| Istiklol                | 3–1 | 1–0  | 4–0 |     | 2–0 | 8–0 | 8–0 | 6–1 | 1–0 | 5–0 |
| Khujand                 | 1–0 | 1–0  | 1–1 | 1–7 |     | 3–0 | 1–0 | 2–1 | 2–1 | 4–0 |
| Khayr Vahdat            | 3–0 | 2–0  | 2–0 | 0–1 | 1–1 |     | 1–0 | 0–0 | 0–0 | 2–0 |
| Parvoz Bobojon Ghafurov | 1–2 | 0–1  | 0–1 | 0–8 | 0–3 | 1–2 |     | 0–5 | 1–3 | 2–1 |
| Ravshan                 | 3–2 | 1–0  | 5–0 | 1–1 | 1–3 | 1–2 | 1–0 |     | 2–1 | 3–0 |
| Regar-TadAZ             | 1–0 | 1–0  | 6–0 | 0–0 | 1–1 | 2–2 | 3–0 | 2–2 |     | 2–1 |
| Vakhsh                  | 0–0 | 4–2  | 1–0 | 0–3 | 1–3 | 1–1 | 1–0 | 0–1 | 0–3 |     |

Cập nhật lần cuối: 22 tháng 11 năm 2015.
Nguồn: 
1 ^ Đội chủ nhà được liệt kê ở cột bên tay trái.
Màu sắc: Xanh = Chủ nhà thắng; Vàng = Hòa; Đỏ = Đội khách thắng.

## Vua phá lưới
Tính đến Trận đấu diễn ra ngày 22 tháng 11 năm 2015
| Thứ hạng | Cầu thủ               | Câu lạc bộ          | Bàn thắng |
| -------- | --------------------- | ------------------- | --------- |
| 1        | Manuchekhr Dzhalilov  | Istiklol            | 22        |
| 2        | Hossein Sohrabi       | Ravshan Kulob       | 18        |
| 3        | Kamil Saidov          | Regar-TaDAZ         | 9         |
| 3        | Fatkhullo Fatkhuloev  | Istiklol            | 9         |
| 5        | Davronjon Tukhtasunov | CSKA                | 8         |
| 6        | Komron Tursunov       | Regar-TaDAZ         | 7         |
| 6        | Manuel Bleda          | Istiklol            | 7         |
| 6        | Andoh Napoleon        | Khayr Vahdat / CSKA | 7         |
| 9        | Dilshod Vasiev        | Istiklol            | 6         |
| 9        | Farkhod Tokhirov      | Khujand             | 6         |

### Hat-trick
| Cầu thủ               | Đội bóng | Đối thủ | Kết quả | Ngày                 |
| --------------------- | -------- | ------- | ------- | -------------------- |
| Manuchekhr Dzhalilov4 | Istiklol | CSKA    | 5–1     | 4 tháng 5 năm 2015   |
| Manuchekhr Dzhalilov5 | Istiklol | Khayr   | 8–0     | 9 tháng 8 năm 2015   |
| Hoseyni Sohrobi4      | Ravshan  | Parvoz  | 5–0     | 12 tháng 9 năm 2015  |
| Manuchekhr Dzhalilov  | Istiklol | Parvoz  | 8–0     | 26 tháng 10 năm 2015 |
| Manuchekhr Dzhalilov  | Istiklol | Khujand | 7–1     | 22 tháng 11 năm 2015 |

- 4 Cầu thủ ghi 4 bàn
- 5 Cầu thủ ghi 5 bàn